# La sepultura
La sepultura és una composició poètica de Joan Roís de Corella que consta de trenta versos estramps, estructurats en tres dècimes. Aquest poema es conserva al Cançoner de Maians.